# 白金葡萄柚
白金柚（英文：oroblanco, oro blanco 或 sweetie）或 情人柚 (學名： × ) 是一种类似于葡萄柚的甜味无籽杂交柑橘种。 它通常被称为白金葡萄柚。